# Chasmistes muriei
Chasmistes muriei és una espècie extinta de peix de la família dels catostòmids i de l'ordre dels cipriniformes.

## Hàbitat
Era un peix d'aigua dolça i de clima subtropical.

## Distribució geogràfica
Es trobava a Nord-amèrica: riu Snake (Wyoming, Estats Units).